# Darko Anić
Darko Anić (Servisch: Дарко Анић) (Aranđelovac, 5 maart 1974) is een gewezen Servische voetballer. Anić was een middenvelder die in België uitkwam voor Club Brugge en KAA Gent.

## Carrière
Darko Anić begon z'n profcarrière in 1993 bij FK Borac Čačak. Via FK Vojvodina en Rode Ster Belgrado belandde hij in 1997 bij Club Brugge, waarmee hij een jaar later kampioen werd onder leiding van trainer Eric Gerets. Hij kon echter niet overtuigen bij Brugge. Na een uitleenbeurt aan Siirtspor verhuisde hij in 2001 naar KAA Gent, destijds geen absolute topclub in België. In 2003 verliet hij de Belgische competitie voor een avontuur bij het Chinese Shandong Luneng Taishan. Hij speelde achteraf nog voor FK Remont Čačak, Rio Ave FC, CD Nacional en Al-Ahli. In 2007 stopte hij met voetballen.